# عصائب اهل حق
عصائب اهل حق یک گروه سیاسی و شبه‌نظامی شیعه در عراق است که در جریان جنگ داخلی عراق (۲۰۱۷–۲۰۱۴) و جنگ داخلی سوریه فعال بوده است. طی جنگ عراق، این گروه به عنوان بزرگ‌ترین «گروه ویژه» (عنوانی که آمریکایی‌ها برای گروه‌های شبه‌نظامی شیعهٔ مورد حمایت ایران به کار می‌بردند) شناخته می‌شد و اکنون بخشی از حشد الشعبی (گروهی متشکل از شبه‌نظامیان شیعهٔ نزدیک به ایران) به‌شمار می‌رود. گروه عصائب اهل حق در سال ۲۰۱۷ حزبی به همین نام تأسیس کرد. عصائب اهل حق از طرف نیروی قدس سپاه پاسداران انقلاب اسلامی تأمین مالی و تجهیز شده و آموزش می‌بیند.
این گروه تاکنون مسئولیت ۶۰۰۰ حمله بین سال‌های ۲۰۰۶ تا ۲۰۱۱ علیه نیروهای ائتلاف به رهبری آمریکا را برعهده گرفته است. در ۳ ژانویه ۲۰۲۰، وزارت امور خارجه ایالات متحده آمریکا اعلام کرد که عصائب اهل حق را به عنوان یک سازمان تروریستی، و دو رهبر این گروه یعنی قیس خزعلی و برادرش لیث خزعلی را به عنوان اشخاص حامی تروریسم، شناسایی و فهرست کرد. این گروه در لیست تروریستی آمریکا قرار دارد.

## تاریخچه
پس از قیام شیعیان عراق در سال ۲۰۰۴، قیس خزعلی راه خود را از مقتدی صدر و جیش المهدی جدا کرد تا شبکه‌ای متعلق به خود را ایجاد کند. هنگامی که جبش المهدی حاضر شد در مقابل دولت عراق و نیروهای آمریکایی اعلام آتش‌بس کند، نیروهای حامی خزعلی کماکان به جنگ ادامه دادند و خزعلی شخصاً و بدون کسب تأیید مقتدی صدر، به نیروهای شبه‌نظامی دستور می‌داد. در اواسط سال ۲۰۰۵، رهبران این جریان یعنی خزعلی، عبدالهادی الدراجی و اکرم الکعبی، با مقتدی صدر به سازش رسیدند. در ژوئیه ۲۰۰۶، گروه عصائب اهل حق پایه‌گذاری و تبدیل به یکی از گروه‌های ویژهای شد که مستقل از جیش المهدی دست به عملیات می‌زدند. گروه عصائب پس از انحلال جیش المهدی به دنبال قیام شیعیان در سال ۲۰۰۸، کاملاً مستقل شد. در ژوئیه ۲۰۰۶ و در جریان جنگ اسرائیل و لبنان، بخشی از نیروهای عصائب در کنار نیروهای حزب‌الله لبنان می‌جنگیدند. در نوامبر ۲۰۰۸، هنگامی که مقتدی صدر تیپ روز موعود را به عنوان جانشین جیش المهدی ایجاد کرد، از عصائب و دیگر «گروه‌های ویژه» خواست که به این تیپ بپیوندند اما آنها نپذیرفتند.

## حملات گروه

### حملات
گروه عصائب تا کنون مسئولیت بیش از ۶۰۰۰ حمله در عراق را به عهده گرفته است از جمله:
- حمله ۱۰ اکتبر ۲۰۰۶ به کمپ فالکون
- ترور یک فرمانده نظامی آمریکایی در نجف
- ساقط کردن یک بالگرد انگلیسی از نوع لینکس در ۶ مه ۲۰۰۶
- حمله به سفیر لهستان در عراق در ۳ اکتبر ۲۰۰۷

### معروفترین حمله
معروفترین حمله‌ای که این گروه انجام داد، یورش به مقر استانداری کربلا در ۲۰ ژانویه ۲۰۰۷ بود. آن‌ها به اتاق‌های نیروهای آمریکایی در کربلا نفوذ کرده، یک سرباز را کشته و چهار سرباز آمریکایی دیگر را به گروگان گرفتند. بعد از این حمله، نیروهای آمریکایی این گروه را سرکوب کرده و مغز متفکر یورش به مقر استانداری که ازهر الدلیمی بود، در بغداد کشته شد. این در حالی بود که برادران قیس و لیث الخزعلی و علی موسی داقدوق که یک عضو حزب‌الله لبنان و مشاور خزعلی بود مسئول ارتباط با حزب‌الله لبنان بودند.

### دستگیری‌ها
پس از این دستگیری‌ها، اکرم الکعبی که تا مه ۲۰۰۷ فرمانده نظامی ارتش مهدی بود، این سازمان را رهبری می‌کرد. این گروه در ماه مه ۲۰۰۷ متخصص فناوری اطلاعات انگلیسی به نام پیتر مور و چهار محافظ شخصی وی را ربود. آن‌ها درخواست کردند که کلیه جنگجویان این گروه که توسط مقامات عراقی یا ارتش آمریکا زندانی شده بودند در مقابل این پنج نفر آزاد شوند. چهار محافظ شخصی مور کشته شدند اما خود مور وقتی آزاد شد که قیس الخزعلی در ژانویه ۲۰۱۰ آزاد شد.
قبل از آزادی خزعلی، نیروهای امنیتی بیش از صد نفر از اعضای این گروه از جمله لیث را آزاده کرده بودند.

### فرار به ایران
در سال ۲۰۰۸ پس از اینکه ارتش عراق اجازه یافت که کنترل شهرک صدر را مجدداً به دست بگیرد بسیاری از جنگجویان و رهبران عصائب الحق به ایران گریختند و ارتش مهدی غیرقانونی اعلام شد. در ایران بسیاری از این جنگجویان فن‌های جنگی را آموزش دیدند. این وضعیت باعث شد که از ماه مه تا ژوئیه ۲۰۰۸ یک آرامش کلی در این گروه برقرار شود.

### عملیات آدم‌ربایی
در فوریه ۲۰۱۰، عصائب یک غیرنظامی به نام عیسی ت سالومی که یک آمریکایی عراقی‌تبار بود و برای وزارت دفاع کار می‌کرد، را ربود. این آدم‌ربایی اولین مورد آدم‌ربایی سطح بالای این گروه پس از ربودن پیتر مور بود. سالومی در مارس ۲۰۱۰ در مقابل آزادی چهار نفر از جنگجویان این گروه که در بازداشت نیروهای عراقی بودند، آزاد شد. در مجموع، از زمان ربایش پیتر مور ۴۵۰ نفر از اعضای این گروه که در بازداشت بودند توسط آمریکایی‌ها به عراقیها تحویل داده شد و ۲۵۰ نفر نیز توسط نیروهای عراقی آزاد شدند.

## سایر وقایع
در تاریخ ۲۱ ژوئیه ۲۰۱۰، ژنرال ری اودیرنو گفت ایران از سه گروه افراط گرای شیعه در عراق پشتیبانی می‌کند که تلاش کرده بودند به پایگاه‌های آمریکا حمله کنند. یکی از این گروه‌ها عصائب الحق و دو گروه دیگر تیپ یوم الموعود و کتائب حزب‌الله بودند.
در دسامبر ۲۰۱۰ گزارش شد که فرماندهان شبه نظامیان شیعه مانند ابو درع و ابو مصطفی الشیبانی در حال بازگشت از ایران به عراق هستند تا با عصائب الحق کار کنند. سید کاظم حائری به عنوان رهبر معنوی این گروه شناخته شد.
روز جمعه برابر با ۱۰ اوت ۲۰۱۲، شبه نظامیان عصائب الحق به یک مسجد سنی در منطقه الامین الثانی بغداد یورش برده و آن را به یک مسجد شیعه تبدیل کردند و از ورود سنی‌ها به این مسجد جلوگیری کردند.
عصائب الحق در اوت و سپتامبر ۲۰۱۲، یک بسیج توزیع پوستر به راه انداختند و بیش از ۲۰۰۰۰ پوستر سید علی خامنه‌ای را در تمامی عراق توزیع کردند. یک مقام عالیرتبه اداره منطقه‌ای بغداد گفت کارگران شهرداری از ترس انتقام شبه نظامیان عصائب الحق می‌ترسند این پوسترها را پایین بکشند.
در آوریل ۲۰۱۵، عصائب مسئولیت کشتن عزت الدوری معاون سابق صدام حسین و رهبر ارتش نقشبندی شورشی علیه دولت را به عهده گرفت.

## لیست گذاری تروریستی
وزارت‌خارجه آمریکا، سازمان عصائب اهل حق، گروه تحت حمایت ایران را در لیست تروریستی قرار داد. اضافه بر این، رهبر این گروه قیس الخزعلی و برادرش لیث الخزعلی نیز در لیست قرار گرفتند. وزیر خارجه آمریکا مایک پمپئو در یک بیانیه مطبوعاتی گفت: «این سازمان و رهبران آن یک نیروی خشونت گرای نیابتی جمهوری اسلامی می‌باشد که به‌نمایندگی از اربابانش در تهران، از خشونت و ترور برای پیشبرد اهداف رژیم ایران جهت تضعیف حاکمیت ملی عراق استفاده می‌کند». مطابق بیانیه وزارت‌خارجه، این سازمان از بدو تأسیس در سال ۲۰۰۶ تا به‌حال، مسئولیت بیش از ۶۰۰۰ حمله علیه نیروهای آمریکایی و ائتلاف را به‌عهده گرفته است.

## جنگ داخلی سوریه
شاخه سوریه گروه عصائب تیپ حیدر الکرار نام دارد. این تیپ توسط اکرم الکعبی فرماندهی می‌شود که یک فرمانده نظامی عصائب الحق بوده و در حلب مستقر است. این گروه در ابتدا زیر پرچم تیپ العباس می‌جنگیدند که مخلوطی از شیعه‌های سوری، عراقی و حزب‌الله لبنان است. اما این گروه به دلیل اختلاف با جنگجویان محلی سوری تیپ العباس، در سال ۲۰۱۴ از یکدیگر جدا شدند.

## اختلاس در گمرک‌های عراق
در فروردین ۱۴۰۰، خبرگزاری فرانسه از وجود «شبکه مافیایی بزرگ» در مرزهای ایران و عراق و سرازیر شدن «میلیاردها دلار اختلاس و رشوه» به جیب نیروهای شیعه شبه‌نظامی مورد حمایت جمهوری اسلامی خبر داد. به نوشته این خبرگزاری، در مرز ایران و عراق گروه‌های مافیایی تشکیل شده که با دور زدن عوارض گمرکی و گرفتن رشوه، میلیاردها دلار از خزانه دولت عراق را به منبع درآمدی برای شبه‌نظامیان، احزاب سیاسی و مقامات فاسد تبدیل کرده‌اند و افراد اصلی که از این مورد سود می‌برند، نیروهای شبه‌نظامی مورد حمایت جمهوری اسلامی هستند که حتی در مواقعی مأموران گمرکی را که مانعی در راه آنها ایجاد می‌کنند، تهدید به مرگ کرده‌اند.
مقام‌های عراقی تأکید می‌کنند که اکثر گذرگاه‌های ورودی ایران و عراق توسط گروه حشد الشعبی کنترل می‌شود. نیروهای حشد الشعبی به‌صورت گسترده‌ای در گمرک‌ها به عنوان مرزبان، بازرس و پلیس حضور دارند و بازرگانانی که دنبال دردسر نیستند، برای واردات کالا به آنها رشوه پرداخت می‌کنند. حشد الشعبی این گزارش را تکذیب کرد اما اما گروه‌های دیگر مورد حمایت جمهوری اسلامی مانند عصائب اهل حق و کتائب حزب‌الله تقسیم گمرک‌ها و بندرهای کشور میان گروه‌های شبه‌نظامی را تأیید کرده‌اند.

## انتخابات ۲۰۱۴ عراق
عصائب الحق کاندیداهای خود را در انتخابات پارلمانی عراق در سال ۲۰۱۴ تحت عنوان لیست الصادقون وارد انتخابات کرد. یک میتینگ انتخاباتی که تخمین زده می‌شد در آن ۱۰۰۰۰۰ نفر در استادیوم صنعتی در شرق بغداد شرکت کرده‌اند بنا به گفته پلیس عراق با زنجیره‌ای از بمب‌گذاریها بهم ریخت و در نتیجه ۳۷ کشته شده و تعدادی دیگر به سختی زخمی شدند. سازمان دهندگان این گروه شیعه می‌خواستند در این گردهمایی اسامی کاندیداهای انتخابات را اعلام کنند. در نهایت لیست الصادقون فقط توانست یک کرسی از ۳۲۸ کرسی پارلمان عراق را به‌دست‌آورد.

## نیرو، مالی و ساختار

### نیرو
در مارس ۲۰۰۷، تعداد نفرات این نیرو ۴۵۰۰ جنگجو برآورد می‌شد. در ژوئیه ۲۰۱۱، مقامات برآورد کردند که کمتر از ۱۰۰۰ شبه نظامی عصائب الحق در عراق باقی مانده‌اند. در ژانویه ۲۰۱۲ و پس از عقب‌نشینی آمریکایی‌ها از عراق در دسامبر ۲۰۱۱، قیس الخزعلی اعلام کرد که آمریکا شکست خورده است و لذا این گروه آماده است که خلع سلاح شده و به فرایند سیاسی بپیوندد.
تعدادی نیروهای ایرانی این نیرو در سال ۲۰۰۷ ~۵۰۰ تا ~۶۰۰ نفر برآورد شده است.

### پشتیبانی مالی
گفته می‌شود که گروه عصائب آموزش و سلاحهای خود را از نیروی قدس سپاه پاسداران انقلاب اسلامی ایران می‌گیرد. اضافه بر این از حزب‌الله لبنان نیز که توسط ایران پشتیبانی می‌شود به این گروه سلاح و آموزش می‌دهد. ابو مصطفی الشیبانی که یکی از اعضای سابق تیپ بدر و یک شبکه مهم قاچاق به نام شبکه شیبانی را اداره می‌کرد، نقش کلیدی در پشتیبانی عصائب الحق بازی کرد. این گروه همچنین از طرف شبکه قاچاقی که توسط احمد سجاد الغراوی اداره می‌شود تأمین می‌گردید. الغراوی یک فرمانده سابق ارتش مهدی ا ست که بیشتر در استان میسان فعال است.

### ساختار سازمانی
از سال ۲۰۰۶ عصائب الحق حداقل چهار شاخه اصلی عملیاتی داشته است:
- تیپ امام علی ـ مسئول جنوب عراق که شامل ۹ استان شیعه‌نشین عراق شامل بابل، بصره، ذی‌قار، کربلا، میسان، مثنی، نجف، قادسیه و واسط می‌شود.
- تیپ امام کاظم ـ مسئول غرب بغداد که شامل کاظمیه شیعه‌نشین و منطقه الرشید است اما فعالیت‌های کمی در منطقه کرخ که مخلوطی از شیعه و سنی و منطقه منصور که سنی‌نشین است داشته است.
- تیپ امام هادی ـ مسئول شرق بغداد شامل منطقه شیعه‌نشین الثوره، نیسان و کراده می‌شود اما فعالیت‌های کمی نیز در منطقه سنی ـ شیعه رصافه و منطقه سنی‌نشین اعظمیه داشته است.
- تیپ امام عسکری ـ مسئول مرکز بغداد که عمدتاً در مناطق شیعه‌نشین جنوب دیالی، شهر سامرا (استان صلاح الدین) و مناطق شیعه‌نشین در استان‌های نینوا کرکوک فعالیت دارند.
- تیپ حیدر الکرار ـ مسئول سوریه که عمدتاً در جنوب دمشق و غرب حلب مستقر هستند.